# Simalidu
Simalidu is een bestuurslaag in het regentschap Dharmasraya van de provincie West-Sumatra, Indonesië. Simalidu telt 2250 inwoners (volkstelling 2010).